# Royaume d'Hawaï
 (mai 2021).
1795–1893
Entités précédentes :
- Plusieurs royaumes

Entités suivantes :
- Gouvernement provisoire d'Hawaï

Le royaume d'Hawaï ou royaume hawaïen était un royaume établi sur l'archipel d'Hawaï au XIXe siècle. Fondé en 1795 par Kamehameha Ier, d'abord limité à l'île indépendante d'Hawaï, le royaume conquit les îles d'Oʻahu, de Maui, de Molokaʻi et de Lānaʻi et les unifia sous un seul gouvernement. L'unification de l'archipel hawaïen s'accomplit en 1810 lorsque les peuples de Kauaʻi et de Niʻihau vinrent d'eux-mêmes se soumettre à la nouvelle puissance locale. À travers l'histoire du royaume, deux dynasties majeures se partagèrent le pouvoir, la maison de Kamehameha et la maison de Kalākaua. 
Rapidement, le royaume fut reconnu à l'international comme le montrent les différents accords commerciaux que le royaume passa avec les États-Unis qui prirent peu à peu le rôle de protecteur des îles face aux potentiels agresseurs étrangers que représentaient alors à l'époque, le Japon ou le Royaume-Uni notamment. 
À la suite d'une révolte des milices d'Honolulu alors aux mains d'officiers remettant en cause la monarchie sous le règne du roi Kalākaua, le pouvoir dut se doter d'une constitution. Celui-ci tenta de l'abroger en 1891, mais fut renversé en 1893. Dès lors, le pouvoir passa à un groupe réduit de ressortissants américains et de sujets hawaïens ayant fait leurs études aux États-Unis et s'en sentant proches. Ceux-ci transformèrent le royaume en une république et, par la résolution Newlands, Hawaï fut annexé aux États-Unis le 4 juillet 1898.

## Histoire

### Origines
Historiquement, la société était divisée en plusieurs classes fondées sur la base de la naissance qui attribuaient aux individus différents rôles dans l'organisation de la vie publique. Au sommet se trouvaient les ali'i, les soi-disant descendants d'une supposée lignée directe remontant jusqu'au premier polynésien, le légendaire Papa. 
Cette société hiérarchique n'entretenait aucune relation avec les autres puissances internationales et ne fut découverte par l'Europe qu'à la fin du XVIIIe siècle par l'explorateur James Cook, lors de son troisième voyage (1776-1780) dans le Pacifique. C'est d'ailleurs à la suite d'une altercation avec les habitants de Hawaï que celui-ci trouva la mort, tragiquement, en 1779.
La mort de James Cook à Hawaï ne précède que de trois ans l'arrivée au pouvoir de Kamehameha Ier, le Grand. C'est ainsi en 1795, après 15 ans de guerre, que le royaume d'Hawaï fut fondé avec l'aide et les conseils de plusieurs Occidentaux tels que John Young ou encore Isaac Davis. Néanmoins, comme dit précédemment, il faudra attendre 1810 pour que l'unification de l'archipel soit accomplie. En effet, alors que les guerriers de Kamehameha avaient réussi à soumettre les îles d'Oʻahu, de Maui, de Molokaʻi et de Lānaʻi, l'île de Kauaʻi dut son indépendance à une forte tempête qui décima les armées royales. L'unification accomplie, la société hawaïenne se réforma pour devenir une monarchie constitutionnelle pensée dans les codes des puissances traditionnelles européennes et put ouvrir ses portes aux marchands étrangers et se tourner vers le progrès apporté par les navires occidentaux.

### La dynastie Kamehameha (1795–1874)
De 1810 à 1893, le pouvoir du royaume fut partagé entre la maison de Kamehameha (jusqu'en 1874) et la maison de Kalākaua (jusqu'en 1893). À la mort de Kamehameha Ier, cinq des membres de sa famille prirent le pouvoir, chacun sous le nom de leur prestigieux ancêtre jusqu'en 1873 date à laquelle Lunalilo, membre de la dynastie par sa mère, tint la couronne.
Pendant les règnes de Kamehameha II puis de Kamehameha III, la principale épouse de Kamehameha Ier, la reine Kaʻahumanu tint conjointement le pouvoir en tant que reine régente et Kihina Nui, première ministre d'avant l'heure. 

#### Transformation économique et socio-culturelle
L'unification en une seule entité politique centralisée de l'archipel au XIXe siècle permit l'ouverture des populations au commerce international. Sous Kamehameha Ier, on note une importante exportation des ressources forestières, en particulier du bois de santal vers la Chine ce qui conduit à la découverte de la monnaie par la société hawaïenne.
À la mort du roi fondateur, la succession fut organisée par Kaʻahumanu, le futur Kamehameha II étant alors mineur. Celle-ci tint la régence durant toute la minorité du jeune roi.
La régence fut marquée par la promulgation de nombreuses lois sur les mœurs sociales régissant en particulier les relations entre les deux sexes et le statut de la femme dans la société hawaïenne. Ainsi, la consommation de bananes fut proscrite pour les femmes et l'interdiction pour les hommes de manger à la même table que les femmes fut proclamée. Également, à l'arrivée des missionnaires chrétiens, elle favorisa l'abandon de l'ancienne religion au profit du christianisme ainsi que le développement d'une langue hawaïenne écrite. Ces efforts conduisirent le pays à connaître l'un des plus forts taux d'alphabétisation dans le monde (au-dessus de 90 % dans la seconde moitié du XIXe siècle) mais également à renforcer et à consolider le gouvernement en donnant un support écrit aux pouvoirs et devoirs du roi par exemple.
En 1848, le roi Kamehameha III promulgua le grand Māhele, édit royal qui réorganisa complètement le droit de propriété des terres dans le royaume. Celui-ci accorda aux ali'i 98 % des terres et seuls 2 % aux roturiers. La vente était interdite et seul le transfert au descendant était autorisé.
L'ouverture des îles au monde extérieur représenta pour les indigènes un véritable cataclysme. Le contact avec les Européens provoqua une série d'épidémies qui éradiquèrent une importante partie de la population. Ainsi, alors qu'en 1778, ceux-ci représentaient 128 000 individus, en 1920, ils n'étaient plus que 24 000 dont la plupart étaient séparés de la civilisation, vivant dans des villages reculés.
Les missionnaires américains tout juste arrivés commencèrent l'évangélisation de l'île et la conversion, forcée, des locaux. Ceux-là, ainsi que leurs descendants devinrent une élite puissante et fournirent de nombreux conseillers en chef et des membres des cabinets au roi tout en dominant la classe professionnelle et marchande dans les villes.
L'arrivée de ces nouvelles élites fut également marquée par l'importation des habitudes culinaires de celles-ci. Ainsi, après 1850, on note les premières traces de plantation de canne à sucre venues du continent. Le refus des locaux à travailler dans ces champs où les conditions étaient rudes forcèrent les dirigeants à favoriser l'immigration de travailleurs étrangers venus d'Asie et d'Europe. En conséquence, entre 1850 et 1900 quelque 200 000 travailleurs contractuels vinrent travailler, en vertu de contrats à durée déterminée (généralement pendant cinq ans) de la Chine, du Japon, des Philippines, du Portugal dans l'archipel. Si la plupart rentrèrent dans leurs pays natals, un grand nombre décida de s'installer sur place. En 1908, 180 000 travailleurs japonais arrivèrent sur les îles et 54 000 restèrent sur place.

#### Domaine militaire
C'est en 1810, après l'unification de l'archipel, que le royaume se dota d'une véritable armée et marine formée sur les bases des anciens combattants indépendants traditionnels hawaïens. L'armée et la marine furent équipées de canots et d'uniformes comptant de nouveaux équipements comme des casques, des canons, des mousquets ou encore des navires européens. Lorsque Kamehameha Ier mourut en 1819, il laissa à son fils Kamehameha II un vaste arsenal avec des dizaines de milliers de soldats ainsi que de nombreux navires de guerre, ce qui permit au jeune roi de contenir les révoltes de 1819 puis de 1824 assez aisément.

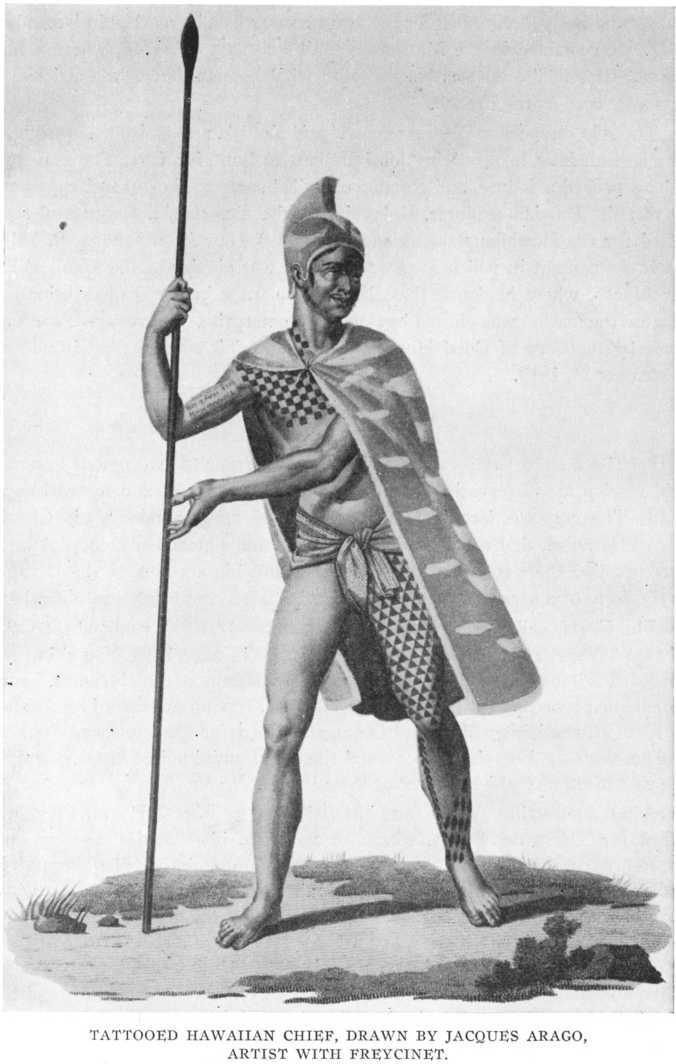
Habit traditionnel d'un guerrier hawaïen.

La forte diminution de la population hawaïenne causée par les nombreuses épidémies força l'armée à se rétrécir et, à la fin de la dynastie, l'armée royale avait perdu sa marine et était limitée à de simples corps de plusieurs centaines de soldats. À la suite de l'invasion française de 1849, Kamehameha III chercha la mise en place de traité de défense avec les États-Unis et la Grande-Bretagne. À la suite de ce rapprochement, lors du règne de Kamehameha IV, les États-Unis menacèrent, au cas où le royaume refuserait de leur accorder l'exclusivité commerciale, d'annexer les îles. Pour contrebalancer cette situation, Kamehameha IV et Kamehameha V poussèrent à la création d'alliances avec d'autres puissances étrangères, en particulier avec la Grande-Bretagne.
Après une révolte de caserne en septembre 1873 sous Lunalilo, l'armée royale fut dissoute. Toutefois, une petite armée fut restaurée sous le roi Kalākaua, mais ne réussit pas à arrêter la rébellion de 1887. En 1891, la reine Liliʻuokalani accéda au pouvoir. Les élections de 1892 furent suivies de pétitions et de demandes de son administration pour modifier la constitution de 1887. Les États-Unis maintinrent au moins un croiseur dans Hawaï en tout temps pour limiter les risques de guerre civile. Néanmoins, le 17 janvier 1893, Liliʻuokalani, croyant que l'armée américaine interviendrait si elle changeait la constitution, attendit que l'USS Boston quitte le port. Une fois que l'on sut que Liliʻuokalani révisait la constitution, le Boston fut rappelé et aida le Parti Missionnaire dans son renversement. À la suite de la chute de la royauté et de la mise en place du gouvernement provisoire d'Hawaï, l'armée du Royaume fut désarmée et dissoute. Cent ans plus tard, en 1993, le Congrès américain publia, tardivement, des excuses officielles.

#### L'incident français de 1839
Après la mort de Kamehameha Ier, sa femme, la reine Ka’ahumanu, convertie au protestantisme, débuta une forte politique de répression des communautés catholiques. En 1831, la déportation des prêtres missionnaires catholiques français fut organisée ainsi que la conversion forcée des populations indigènes au protestantisme. De cette période, on retrouve de nombreux témoignages signalant des violences et parfois même la pratique de la torture sur les plus résistants des catholiques. Cette politique agressive face au culte latin continua sous le règne du fils aîné de Kamehameha le Grand : Kamehameha II. 
En réponse, la France en 1839 envoya sous les ordres du Capitaine de frégate Laplace à bord de l’Artémise, une force armée ayant pour but de réaffirmer les intérêts français et porter secours aux populations indigènes et prêtres catholiques opprimés. Menaçant d’attaquer, Laplace obtint de Kamehameha III la ratification d’un édit de tolérance le 17 juillet 1839 garantissant la liberté de culte aux catholiques et accordant 20.000 $ de compensation aux prêtres déportés et malmenés.

#### L'affaire Paulet de 1843
Le 13 février 1843, un événement qui aurait pu marquer la fin du royaume d’Hawaï survint. Sous les ordres de Lord George Paulet, le HMS Carysfort vint réclamer, canons et armes chargés, la cession de l’ensemble des îles à la couronne britannique sans quoi un assaut serait lancé.
Voyant la fin proche (l’armée d’Hawaï ne pouvait absolument pas, alors en l’état, résister à la Navy britannique), Gerrit P. Judd, le ministre de l’Économie du royaume, envoya, secrètement, une lettre à la France, aux États-Unis ainsi qu’à la Grande-Bretagne, dans laquelle il protestait contre cette annexion injuste. Le 26 juillet, l’amiral Richard Darton Thomas débarqua sur l’île, présenta ses excuses au nom de la couronne britannique et ordonna la libération du Royaume. La souveraineté était alors de nouveau assurée.

#### L'invasion française de 1849
En août 1849, l’amiral français Louis Legoarant de Tromelin débarqua dans le port d’Honolulu accompagné des frégates La Poursuivante et Gassendi dans le but d’obtenir, pour les catholiques, les mêmes droits que les protestants. En effet, bien que depuis 1839, la liberté de culte avait été rendue à l’Église latine, les catholiques n’étaient pas pour autant complètement égaux en droit avec les réformés. Comme le 25 du mois ses exigences n’avaient pas été satisfaites, l’assaut fut lancé et l’armée française prit le fort d’Honolulu causant des destructions à la hauteur de 100 000 $. La force d’occupation quitta Hawaï le 5 septembre, sans pour autant que les droits des indigènes aient évolué.

#### Diplomatie étrangère
Connaissant les risques de conquête de son territoire, Kamehameha III envoya une délégation en 1842 aux États-Unis et en Europe pour obtenir de ceux-ci la reconnaissance de son indépendance. Le 19 décembre 1842, le président John Tyler répondit favorablement, le 17 mars 1843, ce fut au tour de Louis-philippe, roi de France d’accorder sa reconnaissance au petit État du Pacifique sous la demande du Roi des Belges Léopold Ier. Le 1er avril 1843, lord Aberdeen, au nom de la reine Victoria, assura à la délégation hawaïenne que : « Le gouvernement de Sa Majesté était disposé et avait décidé de reconnaître l’indépendance des îles Sandwich sous leur souverain actuel. »

#### Proclamation franco-anglaise
C’est alors le 28 novembre 1843 que, conjointement, à la cour de Londres, les gouvernements britannique et français reconnurent officiellement l’indépendance du royaume d’Hawaï. Hawaï devint alors le premier État indigène, en dehors du vieux continent, à être reconnu par les grandes puissances. Toutefois, bien que le président américain eût répondu positivement à la demande de Kamehameha III la même année, ce n’est qu’en 1849 que les États-Unis le reconnurent officiellement.
Par la suite, Hawaï développa un important réseau diplomatiques, d’accords commerciaux et mit en place plus de 90 consulats. 

#### La question des princes hawaïens
En 1839, Kamehameha III créa l’école royale et sélectionna les 16 plus puissants vassaux, les ali’i, du royaume qui pouvaient être éligibles au trône pour y éduquer leurs enfants et leur y donner la bonne éducation nécessaire au roi. Cette liste comprenait les noms de Moses Kekūāiwa, Alexander Liholiho, Lot Kamehameha, Victoria Kamāmalu, Emma Rooke, William Lunalilo, David Kalākaua, Lydia Kamakaʻeha, Bernice Pauahi, Elizabeth Kekaʻaniau, Jane Loeau, Abigail Maheha, Peter Young Kaeo, James Kaliokalani, John Pitt Kīnaʻu et enfin de Mary Paʻaʻāina, ajouté en 1844 par le roi. 

#### La crise de succession et les élections royales
La lignée dynastique des Kamehameha prit fin en 1872 avec la mort de Kamehameha V qui ne laissa pas de descendance. Juste avant sa mort, celui-ci nomma la Cheffe Bernice Pauhi Bishop comme sa successeur, mais, devant le refus de celle-ci de prendre la couronne, Kamehameha expira sans héritier.
Cette situation força la noblesse hawaïenne à élire un nouveau roi. Entre 1872 et 1873 plusieurs nobles apparentés des Kamehameha furent avancés et, en 1873, Lunalilo devint le premier roi d’Hawaï élu. Néanmoins, son règne ne fut que de très courte durée puisqu'il prit fin en 1874 à cause de sa mort, causée par une infection de la tuberculose, alors âgé de 39 ans. 

### Prise de pouvoir des Kalākaua
À l’instar de son prédécesseur, le roi Lunalilo ne donna aucun héritier direct pouvant reprendre le pouvoir à sa mort. De nouveau, les grands du pays se réunirent pour élire un roi qui saurait les guider. À la fin d’une longue campagne politique opposant la reine Emma, veuve du roi Kamehameha IV à David Kalakaua au cours de laquelle les deux rivaux multiplièrent les outrages à l’un comme à l’autre, c’est ce dernier qui remporta la voix du peuple. En 1874, Kalakaua monta officiellement sur le trône du royaume d’Hawaï et par la même occasion fonda la dynastie des Kalakaua qui tiendront le pouvoir jusqu’à la chute de la monarchie hawaïenne. Toutefois, bien qu’un roi fut trouvé, les plus impliqués partisans de la reine Emma, appelés les Emmaites, prirent les armes contre le nouveau roi. Cette révolte ne se calma qu’à l’arrivée des troupes britanniques et américaines appelées en renfort. 
Pour éviter une nouvelle crise de succession, l’une des premières décisions du roi fut d’établir sa sœur, Liliʻuokalani, héritière choisie de la couronne. 

#### La constitution de 1887
En 1887, les grands du royaume décidèrent qu’il était temps pour leur pays de se donner une nouvelle constitution. Celle-ci fut mise en place et officialisée après un entretien qui réunit les 3000 plus importants nobles du royaume. Hawaï, par cette décision, devenait une monarchie semblable à celle du Royaume-Uni à cette époque, dépouillant le roi de la plupart de son autorité et mettant en avant le pouvoir législatif. Également, elle réduisait le droit de vote à une partie moins importante de la population. Toujours basé sur un taux de richesse à posséder, le suffrage fut également interdit aux Asiatiques qui, à cause des vagues successives d’immigration représentaient une part plus importante de la population. Seules restaient alors les riches familles hawaïennes et européennes dans la politique des îles.

#### Réforme constitutionnelle de 1891
À la mort de Kalakaua en 1891, sa sœur Liliʻuokalani monta sur le trône en pleine crise économique provoquée par la mise en place de taxes d’importation et d’exportations imposées par le gouvernement des États-Unis, annulant de fait les accords de 1875. En solution, la reine proposa d’établir dans l’île un commerce d’opium organisé et encadré. Pour ce faire, comme elle n’avait pas le soutien de ses proches conseillers, elle décida de s’alléger de la constitution nouvellement mise en place qui limitait son champ d’action. 

### Fin de la monarchie
En 1893, une révolte menée par un petit groupe de riches hommes d’affaires américains renversa le pouvoir royal et prit le contrôle des institutions. John L. Stevens, ministre américain chargé des relations avec Hawaï, ordonna le déploiement de l’armée américaine sur l’archipel avec comme ordre d’arrêter tout combat, de quelque nature soit-ils pour la défense et la protection des vies et des biens américains. De fait, par sa décision, il empêcha toute riposte de la monarchie et la condamna à disparaître.
Le 17 juillet, Stanford B. Dole se déclara chef du gouvernement provisoire d’Hawaï en lieu et place de la reine. Tout de suite après, il commença à faire pression sur les États-Unis pour que ceux-ci annexent l’archipel ce qui aurait grandement profité à ses affaires. Toutefois, de leur côté, les anciens ministres toujours loyaux à la reine firent de même et multiplièrent les demandes pour le rétablissement de l’ancien régime, illégalement spolié. Un incident diplomatique avec le gouvernement provisoire survenu à la fin de l’année 1893 poussa les États-Unis à donner leur soutien à la reine. Néanmoins, rien ne fut fait concrètement pour la remettre en place.

#### La rébellion de 1895
La reine Lili’uokalani fut forcée, le 24 janvier 1895, alors qu’elle était assignée à résidence depuis le putsch, à signer son abdication en échange de laquelle elle aurait la liberté et ses proches soutiens auraient la vie sauve.
La République d’Hawaï venait alors d’être proclamée.

## Liste des monarques successifs du royaume d'Hawaï
- Kamehameha Ier, roi de 1810 à 1819.
- Kamehameha II, roi de 1819 à 1824.
- Kamehameha III, roi de 1824 à 1854.
- Kamehameha IV, roi de 1855 à 1863.
- Kamehameha V, roi de 1863 à 1872.
- Lunalilo, roi de 1873 à 1874.
- Kalākaua, roi de 1874 à 1891.
- Liliʻuokalani, reine de 1891 à 1893.

## Devise

Ua mau ke ea o ka ʻāina i ka pono (« La vie du pays est perpétuée par la vertu »).